# Salanx cuvieri
Salanx cuvieri är en fiskart som beskrevs av Valenciennes, 1850. Salanx cuvieri ingår i släktet Salanx och familjen Salangidae. IUCN kategoriserar arten globalt som otillräckligt studerad. Inga underarter finns listade i Catalogue of Life.